# Jeitinho
Le jeitinho est un mécanisme social typiquement brésilien. C'est une manière pour une personne d'atteindre un objectif en contrevenant à une règle établie et faisant appel à des arguments émotionnels afin d'obtenir une faveur, un passe-droit. On ne doit pas confondre le jeitinho avec d'autres types de pratiques, telles le clientélisme ou la corruption.
Au niveau des représentations symboliques, les Brésiliens peuvent percevoir le jeitinho soit positivement, comme étant une façon d'humaniser les règles, soit négativement, comme étant la conséquence d'une structure sociale pervertie, ces deux perceptions n'étant d'ailleurs pas exclusives l'une de l'autre.

## Littérature
Le jeitinho est parfois vu comme un outil utilisé par des personnes qui disposent de peu d'influence sociale. Il n'est pas associé à un sentiment révolutionnaire, puisqu'il ne découle pas d'un désir de modifier le statu quo. Il s'agit plutôt d'obtenir une faveur immédiate. Il peut se voir comme une habileté à obtenir quelque chose dans une situation difficile.
Plusieurs personnages de l'imaginaire brésilien évoquent ce caractère. L'un des plus connus est le personnage Pedro Malasartes, d'origine portugaise, profondément enraciné dans le folklore brésilien par le biais du livre Malasaventuras de l'écrivain pauliste Pedro Bandeira. Un autre exemple est João Grilo, un personnage d'Ariano Suassuna dans O Auto da Compadecida.
Dans le livre Dando um jeito no jeitinho, le professeur Lourenço Stelio Rega conçoit le jeitinho comme constituant une issue dans une situation sans issue. Cet auteur voit trois caractéristiques du jeitinho : une inventivité/créativité, une fonction de solidarité et un aspect conciliateur.

## «L'homme cordial »
L'anthropologue Sérgio Buarque de Holanda utilise l'expression « l'homme cordial » pour désigner une caractéristique de la façon d'être brésilienne, un supposé caractère émotionnel du Brésilien, qui pourrait expliquer le jeitinho. Le mot « cordial » trouve son origine dans le mot latin « cor », qui signifie « cœur ». L'expression « l'homme cordial » ne doit pas s'entendre ici au sens où il s'agirait d'une personne gentille, mais plutôt d'une personne dont les actions sont guidées par l'émotion plutôt que par la raison, qui ne voit pas la distinction entre les sphères privée et publique, qui méprise les règles, qui est en marge de l'éthique et de l'esprit civique. Dans le livre Raizes do Brasil, cet auteur affirme que le Brésilien aurait développé une propension historique à l'informalité.

## « On-peut-et-on-ne-peut-pas »
Dans son ouvrage O Que Faz o Brasil, Brasil ?, l'anthropologue Roberto Damatta, compare les attitudes respectives des Nord-Américains et des Brésiliens par rapport aux lois. Il explique que l'attitude formaliste, respectueuse des lois, qu'on trouve chez les Nord-Américains, est source d'admiration et d'espoir pour les Brésiliens, lesquels sont plutôt habitués à violer et à voir violer leurs propres institutions.
Damatta explique que, contrairement aux institutions nord-américaines, les institutions brésiliennes furent conçues pour restreindre et désarticuler l'individu. La nature de l'État est naturellement coercitive. Toutefois, dans le cas du Brésil, il est inadapté à la réalité individuelle. Une expression, « Belindia », exprime cette situation : des lois et des impôts semblables à ceux de la Belgique, mais une réalité sociale semblable à celle de l'Inde.
Se sentant démuni de pouvoir face aux lois, le Brésilien, devant un représentant de l'autorité, utilisera des arguments émotifs. Il tentera de découvrir quelque chose qu'ils ont en commun : une connaissance, une ville, une région où ils ont passé leur enfance. L'interlocuteur pourra se laisser fléchir.
Aux États-Unis, la contravention aux lois n'est pas admise. En termes populaires, on dit que, là-bas, dans une situation donnée, ou bien « on peut », ou bien « on ne peut pas » faire une chose. Par contre, au Brésil, on découvre qu'il est possible de se trouver dans une situation où « on-peut-et-on-ne-peut-pas ».
Selon Da Matta, la société brésilienne constituerait un exemple d'une société semi-traditionnelle qui serait caractérisée par des institutions informelles, par exemple le jeitinho, qui tiennent compte de la tension entre les éléments d'une société traditionnelle, qui se caractérise par des personnes qui sont définies par leur place dans un réseau social, et les éléments d'une société moderne, qui se caractérise par des individus agissant dans le cadre de règles universelles.

## Jeitinho brasileiro
Toutes les sociétés possèdent des mécanismes d'ajustement social. Ce qui est typiquement brésilien dans le jeitinho, ce n'est pas l'existence d'une telle pratique sociale, mais c'est plutôt le fait qu'il soit explicitement considéré comme une institution sociale par les Brésiliens.
L'expression jeitinho brasileiro constitue une façon particulière de parler du Brésil, de définir l'identité brésilienne, d'identifier le Brésil en prenant comme point de référence le mécanisme du jeitinho. Utilisé en tant qu'élément pour définir l'identité nationale, il reflète la prépondérance des aspects humains par rapport aux aspects institutionnels. Selon Liva Neves de H. Barbosa, le jeitinho brasileiro a été amené à jouer ce rôle d'élément de l'identité nationale parce qu'il condense les contradictions entre les aspects positifs et négatifs de la société. Il apparaît comme un symbole à la fois de la cordialité et de l'inefficacité et comme un symbole d'une tentative de conciliation entre une vision traditionnelle et une vision moderne de la société.